# む〜んな気持ちはおセンチ
む〜んな気持ちはおセンチ（むーんなきもちはおセンチ）はMi-Keの4枚目のシングル。

## 解説
- テレビ朝日系アニメ『おぼっちゃまくん』のエンディング・テーマで、ジャケットも同アニメのキャラクター仕様。
- BMGルームスより再発されている。
- 『complete of Mi-Ke at the BEING studio』収録。

## 収録曲
1. む〜んな気持ちはおセンチ
作詞：川島だりあ、作曲・編曲：織田哲郎
2. Oh My Sweet Heart
作詞：川島だりあ、作曲：多々納好夫
3. む〜んな気持ちはおセンチ（オリジナル・カラオケ）

## タイアップ
- テレビ朝日系アニメ『おぼっちゃまくん』エンディングテーマ